# Amy Rodriguez
Amy Joy Rodriguez, född 17 februari 1987 i  Beverly Hills i Kalifornien, är en amerikansk fotbollsspelare. Vid fotbollsturneringen under OS 2008 i Peking deltog hon i det amerikanska lag som tog guld. 